# Microcalicium conversum
Microcalicium conversum är en lavart som beskrevs av Tibell. Microcalicium conversum ingår i släktet Microcalicium och familjen Microcaliciaceae.   Inga underarter finns listade i Catalogue of Life.